# Bruno Bianchi (politico)
Bruno Bianchi (Suzzara, 28 luglio 1909 – Roma, 29 giugno 1986) è stato un sindacalista e politico italiano.

## Biografia
Antifascista, fu condannato due volte dal Tribunale Speciale per la Difesa dello Stato, la prima volta nel 1932 e la seconda nel 1936.
Partigiano durante l'occupazione nazista e la Repubblica Sociale Italiana, prima nelle Brigate Garibaldi e poi nelle Squadre di Azione Patriottica (SAP), fu rinchiuso nel Carcere di San Vittore fino alla liberazione di Milano da parte degli Alleati.
Nel 1945 è segretario della Camera del Lavoro di Mantova. Successivamente viene eletto Deputato dell'Assemblea Costituente col PCI.
È stato marito della partigiana Gina Galeotti Bianchi, uccisa il 24 aprile 1945 a Milano.
Muore all'età di 76 anni nel giugno 1986.